# Wilhelm Ingves
Wilhelm Ingves (Lemland, 10 de janeiro de 1982) é um futebolista finlandês que já atuou no Lemlands IF, e no IFK Mariehamn.